# Let’s Talk About Love (album Modern Talking)
Let’s Talk About Love – drugi album niemieckiego zespołu Modern Talking, wydany w październiku 1985 roku przez zachodnioniemiecką wytwórnię Hansa International. Album zawierał wydany na singlu przebój „Cheri, Cheri Lady”, który był trzecim z rzędu singlem numer 1 grupy w:
- Niemczech
- Austrii
- Grecji
- Izraelu
- Libii
- Szwajcarii.

Album spędził 44 tygodnie na niemieckiej liście przebojów, czyli o jeden tydzień dłużej od poprzedniego albumu The 1st Album.

## Wyróżnienia
| Wyróżnienie     | Państwo                            |
| --------------- | ---------------------------------- |
| Platynowa płyta | Austria Niemcy                     |
| Złota płyta     | Chile Hongkong Norwegia Szwajcaria |

## Lista utworów

### Wydanie na płycie winylowej[4]
| Strona A | Strona A                      | Strona A |
| Nr       | Tytuł utworu                  | Długość  |
| -------- | ----------------------------- | -------- |
| 1.       | „Cheri, Cheri Lady”           | 3:45     |
| 2.       | „With a Little Love”          | 3:33     |
| 3.       | „Wild Wild Water”             | 4:17     |
| 4.       | „You’re the Lady of My Heart” | 3:18     |
| 5.       | „Just Like an Angel”          | 3:13     |
|          |                               | 18:06    |

| Strona B | Strona B                         | Strona B |
| Nr       | Tytuł utworu                     | Długość  |
| -------- | -------------------------------- | -------- |
| 1.       | „Heaven Will Know”               | 4:01     |
| 2.       | „Love Don’t Live Here Anymore”   | 4:20     |
| 3.       | „Why Did You Do It Just Tonight” | 4:21     |
| 4.       | „Don’t Give Up”                  | 3:18     |
| 5.       | „Let’s Talk About Love”          | 3:53     |
|          |                                  | 19:53    |

### Wydanie na CD[5]
| Nr  | Tytuł utworu                     | Długość |
| --- | -------------------------------- | ------- |
| 1.  | „Cheri, Cheri Lady”              | 3:45    |
| 2.  | „With a Little Love”             | 3:33    |
| 3.  | „Wild Wild Water”                | 4:17    |
| 4.  | „You’re the Lady of My Heart”    | 3:18    |
| 5.  | „Just Like an Angel”             | 3:13    |
| 6.  | „Heaven Will Know”               | 4:01    |
| 7.  | „Love Don’t Live Here Anymore”   | 4:20    |
| 8.  | „Why Did You Do It Just Tonight” | 4:21    |
| 9.  | „Don’t Give Up”                  | 3:18    |
| 10. | „Let’s Talk About Love”          | 3:53    |
|     |                                  | 37:59   |

## Listy przebojów (1985)
| Państwo    | Najwyższe miejsce |
| ---------- | ----------------- |
| Austria    | 4                 |
| Grecja     | 6                 |
| Holandia   | 17                |
| Niemcy     | 2                 |
| Norwegia   | 3                 |
| Szwajcaria | 1                 |
| Szwecja    | 4                 |
| Turcja     | 1                 |

## Autorzy[7]
- Muzyka: Dieter Bohlen
- Autor tekstów: Dieter Bohlen
- Wokalista: Thomas Anders
- Producent: Dieter Bohlen
- Aranżacja: Dieter Bohlen
- Współproducent: Luis Rodríguez